# Group-IB
Group-IB — международная компания в сфере информационной безопасности. Занимается предотвращением кибератак, борьбой с мошенничеством и защитой брендов от цифровых рисков. Основана в 2003 году в Москве, с ноября 2018 года штаб-квартира Group-IB расположена в Сингапуре. Также у компании есть офисы в Иннополисе, Амстердаме и Дубае. Число сотрудников на сентябрь 2024 года — более 300. С апреля 2023 г. российская часть бизнеса продана местному менеджменту, теперь действует независимо под брендом F.A.C.C.T.

## История
Group-IB основана студентами-первокурсниками кафедры информационной безопасности МГТУ им. Н. Э. Баумана в 2003 году как агентство по расследованию высокотехнологичных преступлений. Возглавил компанию Илья Сачков.
В 2010 году Group-IB привлекла у LETA Group инвестиции в обмен на 50 % компании, в октябре 2013 года сооснователи выкупили акции обратно. В августе 2016 года компания привлекла финансирование для выхода на зарубежные рынки от инвестиционных фондов Altera Capital и Run Capital, отдав каждой компании по 10 % акций. В конце 2017 года Altera Capital довела свою долю до 25 %, выкупив 15 % у одного из акционеров.
В 2018 году компания объявила о планах открыть глобальную штаб-квартиру в Сингапуре, продублировав там московские подразделения: лабораторию компьютерной криминалистики и исследований вредоносного кода, отдел расследований инцидентов информационной безопасности, отдел круглосуточного мониторинга и реагирования на инциденты (CERT), разработка, R&D и т. д.. Офис в Сингапуре открылся в июне 2019 года. Затем появились офисы в Амстердаме (Нидерланды, ноябрь 2020 года) и Дубае (ОАЭ, май 2021 года).
Group-IB не раскрывает финансовые данные. По словам главы компании Дмитрия Волкова, в 2020 финансовом году на Россию приходилось немногим больше 50 % выручки всей группы.
28 сентября 2021 года гендиректор компании Илья Сачков был арестован на два месяца по подозрению в государственной измене. Вместо него компанию возглавил сооснователь Group-IB Дмитрий Волков. Сачков все обвинения отрицал. Детали дела засекречены. СМИ, как возможные причины дела, называли борьбу компании с российскими хакерами, в частности Evil Corp, и недовольством «силовиков» тем, что Сачков хочет вывести бизнес Group-IB за границу. Суд неоднократно продлевал арест, в последний раз на три месяца до 27 декабря 2022 года. В июне 2023 года дело передано в Мосгорсуд. В июле суд Мосгорсуд вынес ему приговор по статье о госизмене (ст.275 УК РФ) — 14 лет в колонии строгого режима.
В июле 2022 года Group-IB сообщила, что разделит свой бизнес на российский и международный. На территории России и СНГ будет работать полностью автономная структура, независимая управленчески и финансово. Глобальная штаб-квартира в Сингапуре будет управлять центрами исследования киберугроз в Европе, Азиатско-Тихоокеанском регионе и на Ближнем Востоке.
В апреле 2023 года из Group-IB был выделен российский актив, который получил новый бренд — F.A.С.С.T. (Fight Against Cybercrime Technologies)
В июне 2023 года главу департамента сетевой безопасности F.A.C.C.T. Никиту Кислицина арестовали в Казахстане по запросу США. Обвинения против Кислицына были выдвинуты в 2014 году и относились к периоду его работы журналистом (тот был главным редактором журнала «Хакер» в 2006—2012 годах) и исследователем кибербезопасности — до начала работы в Group-IB. Также экстрадиции Кислицына добивались власти России — его заочно арестовал Тверской районный суд Москвы. В декабре 2023 года Генпрокуратура сообщила, что добилась экстрадиции Кислицына в Россию.

## Деятельность
До 2023 г. Group-IB сотрудничала с российским правоохранительным органам в раскрытии случаев кибермошенничества внутри России. Является официальным партнёром Интерпола и Европола, участвует в спецоперациях этих организаций.
Среди крупнейших частных клиентов компании в России — Сбербанк, Альфа-банк, ВТБ, Тинькофф, Ростелеком, МТС, Билайн, Мегафон, Роскосмос, Ростех, Амедиа, ТАСС и др. Первым государством-клиентом компании стал Сингапур.

### Расследования
При содействии компании были арестованы члены группы ТМТ/SilverTerrier в Нигерии (2020 и 2022); группа мошенников в Италии, торговавших поддельными QR-кодами о вакцинации против COVID-19 (2021).
В разные годы Group-IB выпускала расследования о деятельности известных преступных групп: связали Lazarus Group с Северной Кореей (2017), описали русскоязычную хак-группу Silence (2019). Расследования компании приводили к арестам: участников хакерской группы Carberp, в том числе хакера Paunch, разработавшего Blackhole exploit kit (2013); казахстанского хакера Fxmsp (2020); компания проводила экспертизу DDoS-атаки против платёжного сервиса Assist (2010), которая привела к уголовному делу против Павла Врублевского.
С 2023 г. Group-IB выпускает расследования только на английском языке, о деятельности групп Ransomware (ShadowSyndicate, Ransomhub, Eldorado) и сложных киберугрозах APT (Sidewinder, Dark Pink)

## Критика
Издание «Проект» пишет, что компания занимается отбеливанием репутаций чиновников через удаление негативных публикаций о них.